# The Blockheads (videogame)
The Blockheads é um videogame independente de sandbox de sobrevivência criado por Dave “majicDave” Frampton, um desenvolvedor independente e proprietário da Majic Jungle Software, um estúdio com sede na Nova Zelândia.

## Jogabilidade
The Blockheads é um jogo de sobrevivência 2.5D. Os jogadores controlam um avatar “Blockhead” personalizável e podem explorar seus arredores, navegar pelo céu e por todo o mapa do mundo, coletar materiais para criar edifícios e estruturas ou criar ferramentas e materiais mais avançados no jogo.
Criaturas agressivas e passivas existem em terra, no subsolo e em corpos d'água. Estes incluem tubarões, dodôs, escorpiões, drop bear e outros Blockheads. O jogo apresenta uma opção PvP (player versus player) que permite que os jogadores ataquem mutualmente no modo Multiplayer.
Multiplayer pode ser acessado via internet Wi-Fi, com mundos hospedados em LAN, Game Center ou servidores em nuvem hospedados pela Linode. Desde a v1.7, os servidores são pagos com compras no aplicativo.
O jogo também pode ser hospedado através de um aplicativo para usuários de Mac, embora a disponibilidade do mundo dependa apenas do status online do host. O jogador pode 'transformar' um Blockhead por um portal, gerando aleatoriamente um mundo finito de vários tamanhos variando de 1/16-16x que retorna ao portal.
O Blockhead tem seis estatísticas que podem ser acessadas no mini-menu do jogo: saúde, felicidade, fome, energia e meio ambiente. A barra de fome e energia diminuirá constantemente (a menos que o Blockhead esteja usando um chapéu específico) e o Blockhead deve comer comida para evitar que a barra de fome se esgote completamente, o que esgota a barra de saúde. A barra de energia, quando esgotada, resultará no Blockhead andando lentamente e 'desmaiando de exaustão' (dormindo no local). Isso pode ser precheio gradualmente dormindo em uma cama, no chão, ou pode ser precheio instantaneamente consumindo itens com cafeína, como café.
O jogador deve criar itens para progredir no jogo. A criação leva um certo tempo, mas esse processo de espera pode ser contornado usando cristais de tempo, que podem ser obtidos assistindo a anúncios em vídeo curtos, minerando-os em cavernas ou por compras no aplicativo. Os jogadores também podem comprar o dobro do tempo, um recurso que acelera o tempo de criação em duas vezes a velocidade.
O jogador pode optar por ingressar em servidores online e jogar com outras pessoas. Eles podem ser hospedados de várias maneiras. Em um dispositivo iOS, o player pode configurar um mundo LAN de rede local. A opção do centro de jogos foi desativada após o iOS 10 ou a versão 1.7 do jogo.
Após uma atualização do jogo, os jogadores podem criar mundos ou servidores para um jogador com opções personalizadas, como valores de saúde personalizados, como o mundo é gerado, cores de sol personalizadas e até personalizar os itens com os quais os Blockheads geram. Nas atualizações mais recentes, incluiu um novo modo de jogo chamado “modo especialista”.
Os Blockheads contêm compras no aplicativo, incluindo os cristais de tempo e tempo duplos mencionados acima, que podem ser usados para criar itens, criar e/ou dar suporte a servidores online e realizar ações mais rapidamente no jogo. Os jogadores também podem obter cristais de tempo assistindo a anúncios no jogo. Gráficos HD costumavam ser pagos e adicionados em ícones desenhados à mão e uma interface. No entanto, antes da atualização 1.7, agora é gratuito, mas pode ser desativado nas configurações.

## Recepção
Rickey Ainsworth, da TouchArcade, dá ao jogo uma classificação de 5 estrelas, dizendo ser mais uma das muitas versões bidimensionais do Minecraft, embora apresente muitas reviravoltas que tornam o jogo emocionante. O Metacritic, baseado em 5 avaliações e 7 avaliações, dá ao jogo uma pontuação de 4/5.

## Outro
Os Blockheads têm um site oficial e um fórum rodando no Discourse e anteriormente no vBulletin. Em 10 de março de 2022, foi anunciado que o fórum seria colocado em estado somente, leitura, o que ocorreu até 11 de abril de 2022.
O jogo recebeu mais de 10 milhões de downloads oficiais. Observou-se que o jogo foi amplamente invadido por script kiddies, e uma pequena parte da base de jogadores foi ultrapassada por role-play, namoro online e conteúdo sexual.
Em janeiro de 2021, o aplicativo foi removido da Google Play Store por (na época) motivos desconhecidos. Sua editora (Noodlecake Studios) ainda não comentou o que aconteceu. O Blockheads Community Manager confirmaria mais tarde que o jogo foi removido da Google Play Store pelos próprios Noodlecake Studios devido a negociações fracassadas com o Google para contornar certos requisitos das versões modernas do Android. Como resultado, é altamente improvável que o aplicativo retorne à Google Play Store, mas o arquivo APK ainda pode ser baixado do site do Noodlecake Studio.